# Stipsics Ferdinánd Károly
Stipsics Ferdinand Károly, olykor Stipsits formában is (Székesfehérvár, 1754. április 25. – Pest, 1820. március 25.) filozófiai és orvosi doktor, egyetemi tanár.

## Élete
Tanulmányait Bécsben és Nagyszombatban végezte; bölcseleti és 1774-ben orvosdoktori oklevelet szerzett. Pest városának főorvosa lett és 1783–1784-ben a pesti egyetemen az elméleti orvostan rendkívüli tanárának nevezték ki; tárgyát az 1791–1792. tanévig tanította, amikor tanszékét az általános kór- és gyógyszertanéval cserélte fel, amelyen 1818–1819-ig működött. Több ízben (1793, 1795, 1797, 1798, 1801, 1803, 1804) dékánnak választották, rektor pedig 1796-ban, 1802-ben és 1805-ben volt. 1820-ban hunyt el Pesten.

## Művei
- Dissertatio inaug. medica de natura et remediis calculi. Posonii, 1774.
- Idealis institutorum facultatis medicae Pestiensis adumbratio. Pestini, 1791.